# Hírnév (film)
A Hírnév (Fame) Alan Parker 1980-ban bemutatott, filmzenei Oscar-díjas musicalfilmje.

## Cselekmény
Egy New York-i színiiskolába jelentkező négy fiatal sorsát követi a film a felvételitől, évfolyamokon át a diplomáig. Tulajdonképpen a művésszé válás és a művészlét gyötrelmeit, egyúttal szépségeit ábrázolja a film.